# Milen Želev
Milen Živkov Želev (in bulgaro Милен Живков Желев?; Stara Zagora, 15 luglio 1992) è un calciatore bulgaro, centrocampista dell'Oțelul Galați.

## Carriera
Ha giocato nella massima serie bulgara.